# La Chapelle-sur-Oudon
La Chapelle-sur-Oudon är en kommun i departementet Maine-et-Loire i regionen Pays de la Loire i nordvästra Frankrike. Kommunen ligger i kantonen Segré som tillhör arrondissementet Segré. År 2018 hade La Chapelle-sur-Oudon 608 invånare.

## Befolkningsutveckling
Antalet invånare i kommunen La Chapelle-sur-Oudon
| Referens: INSEE |